# Love me, honey
Love me, honey is een single van Sandra Reemer. Het was het voorbereidende werk voor Sandra's eerste muziekalbum getiteld Trust in me.
Na de breuk binnen Sandra en Andres betekende Love me, honey de herstart van de solocarrière van Sandra Reemer, hier weer aangeduid met "Sandra". Uit de erfenis van het duo, nam Sandra muziekproducent en liedjesschrijver Hans van Hemert mee, alsook arrangeur en orkestleider Harry van Hoof. Het nummer bestaat uit een mengeling van muziekstijlen
Zowel de A- als B-kant komen van Van Hemert en Van Hoof. Een aantal maanden later zou Sandra meedoen aan het Nationaal Songfestival 1976 en Eurovisiesongfestival 1976 met The party's over.
Love me, honey haalde de tipparades van de Nederlandse top 40 en Nationale Hitparade, maar kreeg geen notering in de Nederlandse hoofdlijsten, noch in de Belgische.
Sandra Reemer

Al di là · Stille nacht, heilige nacht · 'k Zweef aan m'n ballonnetje · Gloria, gloria · Sluimer zacht · Singapura · Hoe leit dit kindeke · Mijn gitaar · Kopi susu · Als jij maar wacht · Een bos rozen · Heimwee · Mijn concert · Teddy song · Jij vergeet · Since you have gone · (I've got) A love like a rainbow · Simon Zealotes · Love me, honey · The party's over · Trust in me · This is your heartbeat · How little we know · Colorado · Nothing's gonna change · It hurts to be in love · America here I come · Indonesia · Get it on · Rien ne va plus · Fly like an angel · Gold · All out of love · Sleep with me tonight · Laughter in the rain · Goodnight, sweetheart, goodnight · Smoke gets in your eyes · La colegiala · For your love · He was the one · Love is cruel · Domenica · The last goodbye · Mensen zoals jij · Kom naar me toe · Alles wat ik wil · Een boom voor het leven · De mooiste droom is vogelvrij
Sandra en Andres

Storybook children · Somethin' in my heart · For the first time in my life · Reach for the moon · Let us pray together · Love is all around · Those words · Que je t'aime · Mary Madonna · Als het om de liefde gaat · Mama mia · Auntie · Aime-moi · Dzjing boem! · True love · You believed · Oh, nous sommes très amoureux
Dutch Divas

Work that body · From New York to L.A.